# Væskebeholder
En væskebeholder eller væsketank er en genstand eller hulning, som anvendes til at opbevare eller transportere væske i.
Tilsvarende anvendes en vandbeholder eller vandtank til vand. I mange tilfælde anvendes vandbeholdere til opbevaring af drikkevand.